# Viadukt Gaberndorf

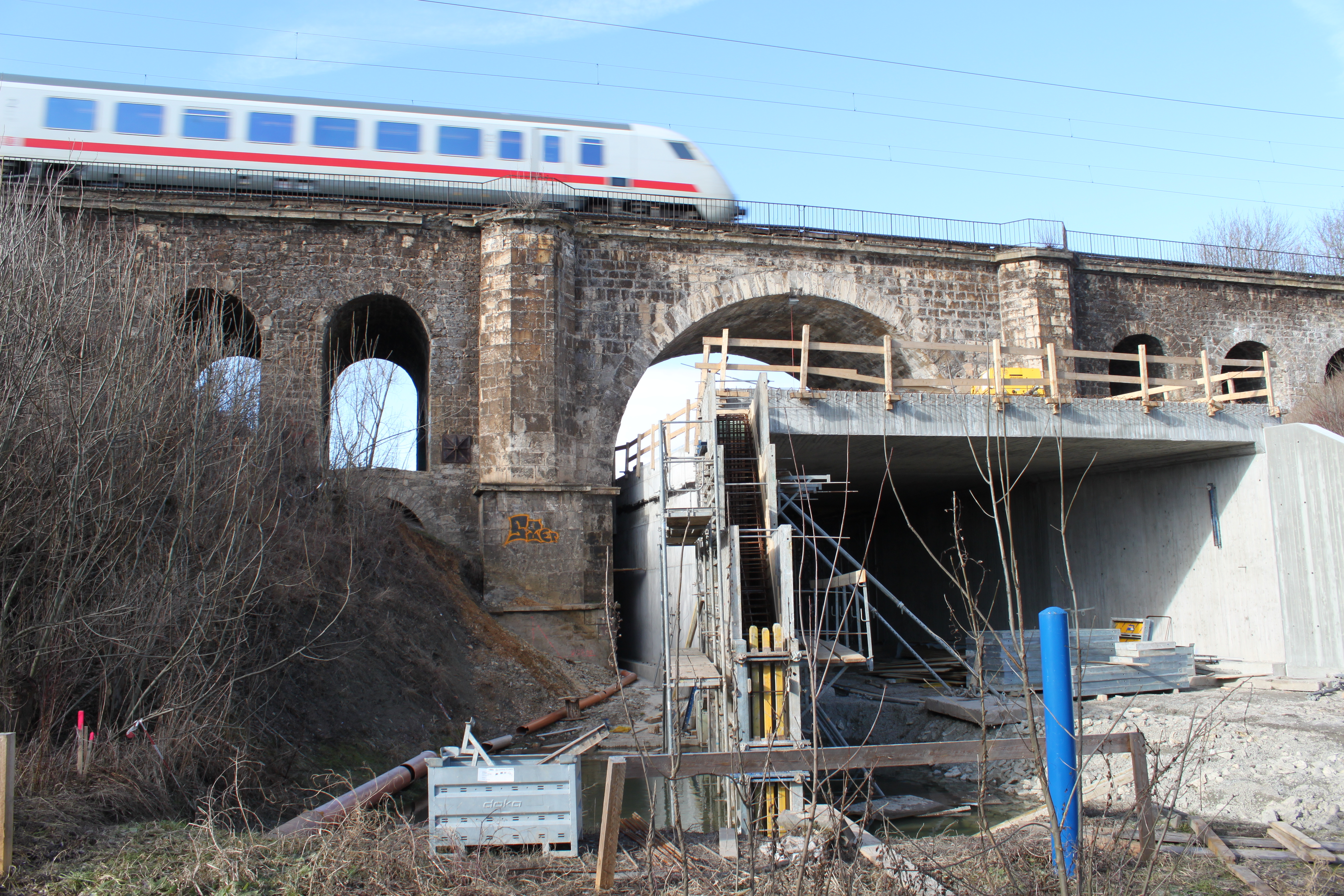
Eisenbahnbrücke Gaberndorf

Das Viadukt Gaberndorf im Weimarer Ortsteil Gaberndorf ist eine Eisenbahnbrücke an der Strecke Erfurt–Weimar.
Die Natursteinbrücke entstand 1845/46 und ist eines der wenigen erhaltenen Zeugnisse der frühen Eisenbahngeschichte Thüringens. Die Brücke ist etwa 40 Meter lang. Außer dem Durchlass und Bogen mit 10 Metern, der über der Straße liegt, sind im Böschungsbereich auf beiden Seiten kleinere Tonnengewölbe angeordnet. Sie ist auch die wohl erste vollendete der Ilm-, Gera- und Hörselbrücken.